# Kroniska sjukdomar

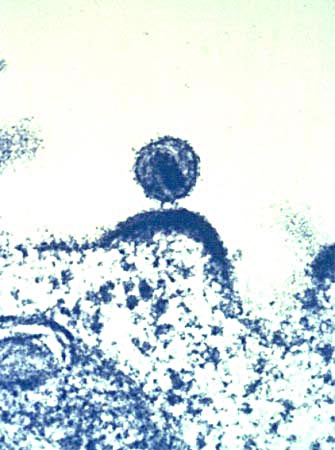
HIV-virus förstorat genom ett mikroskop

Kroniska sjukdomar är långvariga (mer än tre månader) eller livslånga hälsotillstånd som det vanligen inte finns något effektivt medicinskt botemedel till. En och samma person kan ha flera kroniska sjukdomar samtidigt (så kallade multipla kroniska sjukdomar). I västvärlden är kroniska sjukdomar en vanlig dödsorsak. Till de kroniska sjukdomarna hör vissa former av medfödda sjukdomar och missbildningar, hjärt- och kärlsjukdomar, cancer, njur-, gall- och leversjukdomar, diabetes, KOL, led-, bindväv- och muskelsjukdomar, tandsjukdomar, neurologiska sjukdomar, allergier, psykiska störningar och kronisk smärta. Kroniska sjukdomar är motsatsen till akuta sjukdomar vilka till skillnad från kroniska sjukdomar oftare har plötslig debut (dock kan kroniska sjukdomar ha akuta faser eller vara kroniskt remitterande med skov). Många, men inte alla, kroniska sjukdomar är allvarliga. Mindre medicinskt allvarliga kroniska sjukdomar är exempelvis herpes, fotsvamp, psoriasis och rosacea.

## Definition och klassifikation
Det finns ingen globalt vedertagen definition av kronisk sjukdom. I svenska regeringens strategi 2014–2017 avses sådana sjukdomar som en person har under sin livstid eller under mycket lång tid. U.S. National Center for Health Statistics räknar som kronisk sjukdom en sjukdom som varar i tre månader eller längre.

## Orsaker
Beroende på vilken sjukdom det är fråga om har kroniska sjukdomar olika orsaker. Förutom ärftlighet finns flera bidragande faktorer till kronisk sjukdom, till exempel stress, smitta, exponering för skadliga ämnen och gifter, under-, över- eller felnäring, substansmissbruk och stillasittande livsstil.

## Typer av kroniska sjukdomar
De vanligaste förekommande kroniska sjukdomarna tillhör grupperna hjärt- och kärlsjukdomar, diabetes, cancersjukdomar, lungsjukdomar såsom astma, allergi och KOL, psykiska sjukdomar inklusive beroendesjukdomar, neurologiska sjukdomar, muskel- och ledsjukdomar samt långvariga smärttillstånd. Även kroniska infektionssjukdomar som HIV/AIDS och hepatit C brukar räknas dit.
Många kroniska sjukdomar faller in under kategorin "icke smittosamma sjukdomar" (non-communicable diseases). Icke smittosamma sjukdomar är globalt sett den största rapporterade dödsorsaken, över 60 %. Dödsorsaken är vanlig även i låg- och medelinkomstländer.

## Exempel på kroniska sjukdomar
Kronisk granulomatös sjukdom är en sällsynt ärftlig sjukdom som är en betingad störning i funktionen hos de neutrofila granulocyterna. Det kan ske på grund av en brist på ett enzym som inte dödar bakterier på ett normalt sätt.
Kronisk bronkit finns två olika former av kronisk luftrörskatarr. Kronisk slembronkrit är den relativa godartade bronkiten. Det är slemhosta som är den dominerande sjukdomstecknet i denna form. Medan obstruktiva kroniska bronkiten är betydligt allvarligare.
HIV/AIDS: Man uppskattar antalet HIV-smittade i Europa till cirka 2,3 miljoner (2011). Många vet inte att de är smittade. De smittade möter fortfarande problem under sjukdomen även om det finns bromsmedicin, behandlingar och information i Europa. HIV är ett virus som skadar immunförsvaret. HIV kan övergå till AIDS, som innebär att kroppens immunförsvar helt slutar att skydda kroppen mot svamp, parasiter, bakterier och virus.
Ledgångsreumatism: Börjar ofta som en inflammation i händer och fötter. Smärtan orsakas av att ledkapseln blir inflammerad. Mer än dubbelt så många kvinnor får ledgångsreumatism än män och man blir oftast drabbad kring 50-årsåldern.
Diabetes betyder att sockerhalten i blodet är högt. Det orsakas av brist på kroppens eget hormon insulin och i andra fall att insulinet inte är lika effektivt och därför sänks inte blodsockret. Symtomen för diabetes är tydligare än andra sjukdomar, trötthet, dricker mycket, kissar mycket och går ner i vikt (utan att försöka gå ner i vikt) kan tyda på diabetes.
Astma är en sjukdom som har befästs sig i luftvägarna. Orsaken till sjukdomen är en inflammation i luftrören och det leder till andningssvårigheter i en del sammanhang. För barn kan astma uppstå i samband med bland annat kontakt av kvalster, pälsdjur eller pollen. För vuxna finns det fler faktorer som kan påverka astman. Några exempel är kall luft, läkemedel, parfym, fysisk ansträngning, avgaser eller tobaksrök.
Alzheimers sjukdom är en demenssjukdom. Vilket betyder att man får svårigheter med minnet, tolka sin omgivning och tänka. Vid Alzheimers skrumpnar nervcellerna ihop antingen i ett område av hjärnan eller flera områden av hjärnan. Minnet är det som drabbas först, därefter påverkas tolkningarna av sinnesintryck, tolkning av omgivningen och senare får man problem med att sköta sin vardagliga sysslor.
Parkinsons sjukdom innebär att de celler som tillverkar dopaminet i kroppen har blivit förstörda. Signalsubstansen dopamin är till för att hjärnan skall kunna skicka ut signaler ut i kroppens celler. Sjukdomen utvecklas väldigt långsamt från den tiden du blev drabbad och livet ut. Idag finns det inga botemedel med det finns medicin som lindrar besvären. 1 av 100 personer över 60 år har blivit drabbade av Parkinsons. Det är fler män som blir drabbade än kvinnor.
Multipel skleros-MS är en sjukdom som drabbar det centrala nervsystemet (hjärnan och ryggmärgen). Det uppstår inflammationer och ärr på nervtrådarna vid MS. Det leder till att en del signaler aldrig kommer att komma fram. Det finns perioder som man har besvär med sjukdomen. Mellan dessa perioder kan sjukdomen förvärras ju längre tiden går. Allt varierar mellan olika personer. De flesta som får sjukdomen är mellan 20 och 40 år. Kvinnor drabbas oftare av sjukdomen än män.